# Stephen Badger
Stephen „Steve“ William Badger (* 19. Oktober 1956 in Sydney) ist ein ehemaliger Schwimmer, der bis 1974 für Australien und 1976 für Kanada antrat. Für Australien war er Weltmeisterschaftszweiter und erhielt bei den Commonwealth Games zwei Gold- und zwei Bronzemedaillen. 

## Sportliche Karriere
Badger nahm 1973 an seiner ersten internationalen Meisterschaft teil, als er bei den ersten Weltmeisterschaften in Belgrad antrat. Über 200 Meter Freistil wurde er Vierter, hatte dabei aber 1,69 Sekunden Rückstand auf den drittplatzierten Roger Pyttel aus der DDR. Die australische 4-mal-100-Meter-Freistilstaffel mit John Kulasalu, Gregory Rogers, Stephen Badger und Michael Wenden belegte den sechsten Platz. Die 4-mal-200-Meter-Freistilstaffel in der Besetzung John Kulasalu, Stephen Badger, Brad Cooper und Michael Wenden gewann die Silbermedaille zehn Sekunden hinter der Staffel aus den Vereinigten Staaten und 0,03 Sekunden vor der Staffel aus der Bundesrepublik Deutschland.
1974 bei den British Commonwealth Games in Christchurch gewann Badger über 200 Meter Freistil vor dem Kanadier Bruce Robertson und Michael Wenden. Über 400 Meter Freistil wurde er Dritter hinter John Kulasalu und Brad Cooper. Über 1500 Meter Freistil siegte der Australier Stephen Holland vor dem Neuseeländer Mark Treffers, Badger erschwamm seine zweite Bronzemedaille. In der 4-mal-200-Meter-Freistilstaffel siegte die australische Staffel mit John Kulasalu, Michael Wenden, Robert Nay und Stephen Badger.
Badger war bis 1974 für den Bondi Amateur Swimming Club angetreten. Er wechselte dann nach Kanada und startete für den Olympian Swim Club in Edmonton.
1976 bei den Olympischen Spielen in Montreal verfehlte Badger als 12. der Vorläufe den Einzug ins Finale über 200 Meter Freistil. Über 400 Meter Freistil erreichte er den Endlauf und belegte den achten Platz. Badger war auch Startschwimmer der kanadischen 4-mal-200-Meter-Freistilstaffel, die allerdings im Vorlauf disqualifiziert wurde.
Badger beendete seine Karriere als Leistungssportler 1980. Er nahm aber nach den Olympischen Spielen 1976 nicht mehr an internationalen Meisterschaften teil.